# تونی مارینو
تونی مارینو (انگلیسی: Tony Marino; ۱۸ مهٔ ۱۹۱۰ – ۱ فوریهٔ ۱۹۳۷) بوکسور آمریکایی بود که در ۲۹ ژوئن ۱۹۳۶ با شکست دادن بالتاسار سانگچیلی در راند چهاردهم در نیویورک قهرمان رده سبک‌وزن در جهان شد. او در ۱ فوریه ۱۹۳۷ بر اثر جراحات وارده در مسابقه دو روز قبل، در بروکلین درگذشت. در ۳ فوریه ۱۹۳۷، کمیسیون ورزش ایالت نیویورک، با استناد به مرگ مارینو، قانون سه ناک داون را ایجاد کرد.

## اوایل زندگی
تونی مارینو در ۱۸ می ۱۹۱۰ در یک خانواده بزرگ ایتالیایی در دوکوئن پنسیلوانیا، در حومه پیتسبورگ به دنیا آمد. اکثر منابع سال تولد او را ۱۹۱۲ ذکر کرده‌اند، اما سنگ قبر او آن را ۱۹۱۰ ذکر کرده است. از آنجایی که برادرش، رالف مارینو، در سپتامبر ۱۹۱۲ به دنیا آمد، امکان نداشت که تونی مارینو در ماه می همان سال به دنیا آمده باشد.
والدین او، آنتونی و مری، سرانجام صاحب ده فرزند شدند و تونی در مجموع شش خواهر و سه برادر داشت. برادر بزرگترش چارلز نام مستعار مسابقاتی تامی رایان را برگزید و خود به یک بوکسور کارکشته تبدیل شد و در سال ۱۹۲۴ برای عنوان قهرمانی وزن سبک جهانی رقابت کرد.
مارینو قبل از فعالیت حرفه ای هشتاد مبارزه انجام داد، هرچند که بسیاری از آنها به کوتاهی سه دور رقابت بودند. به عنوان یک آماتور، مارینو به همراه هم تیمی خود تدی یاروسز، که او نیز در منطقه پیتسبورگ بزرگ شده بود، در مسابقات ملی در بوستون به عنوان نماینده پیتسبورگ، شرکت کرد. یاروسز در سال ۱۹۳۴ مقام قهرمانی رده میان‌وزن کمیسیون ورزش ایالت نیویورک را برنده شد.
در ۱۴ مارس ۱۹۳۲، او جوی راس را با تصمیم داوران بعد از ۸ دور رقابت در پیتسبورگ شکست داد. مارینو بخش زیادی از مبارزه را با ترکیبی فوق‌العاده از هوک‌های چپ و راست انجام داد.
در ۲۱ ژانویه ۱۹۳۲، او مارتی گلد را در مک کیسپورت، پنسیلوانیا با تصمیم داوران بعد از ۱۰ دور شکست داد. به عنوان یکی از اولین مبارزات او با یک بوکسور با تجربه‌تر، پیتسبورگ پست، نوشت که مارینو «سخت‌ترین امتحان خود را انجام داده و از آن جان سالم به در برده است». او در این مسابقه مهم و پرمخاطب با تصمیم تمامی داوران پیروز شد. در راند ششم، مارینو با یک هوک چپ، موفق شد گلد را گیج کند.

## آخرین مبارزه و درگذشت
در ۳۰ ژانویه ۱۹۳۷، مارینو با بوکسور پانامایی کارلوس ایندیان کوئینتانا در بروکلین نیویورک مبارزه کرد. او ضربات وحشتناکی خورد و پنج بار زمین‌خورد. این مبارزه مسافت برنامه‌ریزی شده ۸ راند را طی کرد. درست زمانی که داور دست حریف مارینو، کوئینتانا را برای نشان دادن پیروزی او بالا برد، مارینو در مرکز رینگ به زمین افتاد. او توسط پزشک مسابقات، یوجین کنی، مورد معاینه قرار گرفت؛ او ضربه مغزی را تشخیص داد. مارینو را به رختکن خود بردند. مدت کوتاهی پس از آن، او به سرعت به بیمارستان ویکوف هایتس در بروکلین منتقل شد. او هرگز به هوش نیامد و در ۱ فوریه، دو روز پس از مسابقه بوکس درگذشت.

## قانونی جدید با مرگ مارینو
دو روز پس از مرگ او، کمیسیون ورزش ایالت نیویورک برای تنظیم یک قانون جدید تشکیل جلسه داد. با استناد به مرگ مارینو، آنها تشخیص دادند که هر جنگنده ای که در یک راند سه بار ناک داون شود، وضعیت اوت‌کلاس اعلام می‌شود و مبارزه متوقف می‌شود. در زمان ایجاد، این قانون در مسابقات قهرمانی اجرا نمی‌شد. با گذشت سالها، قانون سه ناک داون فراتر از مرزهای نیویورک گسترش یافت و در بسیاری از مسابقات ایالت‌ها و کشورهای دیگر مورد استفاده قرار گرفت.